# José María Parra
José María Parra Ballester (Alcira, Ribera Alta, 3 de mayo de 1888 - ibídem, 16 de junio de 1978) fue un sacerdote, cronista oficial y archivero municipal alcireño.

## Vida personal[1]
El Padre Parra nació en Alcira el 3 de mayo de 1888, día de la Santa Cruz, en medio de una epidemia de cólera que asoló la ciudad, y durante la cual se probó con éxito la vacuna anticolérica descubierta por el doctor Jaime Ferrán y Clúa. A la edad de once años se trasladó a Valencia para estudiar en el seminario Metropolitano de la capital, en donde ingresó en 1899, siendo nombrado sacerdote en 1912. Su primer destino fue Benissivà, en Vall de Gallinera, en el arciprestazgo de Pego, en la Marina Alta. En 1917 fue nombrado rector de la parroquia de San Juan y sacerdote en el convento de Santa Lucía y en la ermita de la Alquerieta de Alcira, que no sería parroquia hasta 1954.
Su vida en torno al estudio marca un largo y sentido aspecto cultural. Su dedicación al estudio de la cultura local le valió el nombramiento como bibliotecario de la Biblioteca Municipal (dependiente del Instituto laboral Rei En Jaume a partir de 1963), y archivero en el Archivo Municipal de Alcira, uno de los más ricos de la Comunidad Valenciana, situado en la última planta del edificio consistorial en donde, desde 1939, puso a punto toda la documentación histórica.
Mosén Parra clasificó los casi 3.000 documentos del archivo, entre los que destacan más de 500 pergaminos, alrededor de 400 cédulas y Cartas Reales desde el siglo XIII, o manuscritos de excepcional valor como el 'Aureum Opus.
Su sobrino fue Ricard Fluixà Gómez, fallecido en 2012, quien era hijo de Ricard Fluixà Parra. Ambos, padre e hijo, fueron directores de la Academia Municipal de Dibujo durante muchos años. A principios de los años 1940, para la conmemoración de la conquista de Alcira, que era, entonces, una fiesta restringida en que solo participaban los vecinos, el Ayuntamiento, los funcionarios del ayuntamiento y las autoridades locales, se reunían en el ayuntamiento a las 12 del mediodía en el salón de sesiones. El Padre Parra, entonces funcionario y archivero, oficiaba la misa en latín, en la que también colaboraba el funcionario y profesor de la Academia Júcar de Alcira, Justo Navarro Parra, en el altar de San Silvestre, para conmemorar la efeméride.
El viernes 16 de junio de 1978 moría en su domicilio de la Avenida de los Santos Patronos de Alcira a la edad de 90 años. Después de su muerte, y según sus últimas voluntades, fue trasladado por el camino más corto al cementerio de Alcira. El sábado 17 de junio, a las 9 de la mañana, su ataúd fue acompañado por su sobrino Ricard Fluixà, sus sobrinas Elisa Boquera y María Ignacia Oroz Parra, y la maestra de llaves, Amparo Castelló, siguiendo las últimas voluntades del padre Parra, quien no quería pasacalles. Su cuerpo fue depositado en la capilla del cementerio de Alcira hasta las 17 horas del mismo día. No hubo representación institucional en su entierro debido a su humildad.

## Obras publicadas[3]
Como archivero, en 1961 publicó el primer volumen del Catálogo del Archivo Municipal de la ciudad de Alcira, cuyo segundo volumen se publicaría en 1971.
En 1964 publicaría Alzira. Origen, Patria y Lonja de la naranja y su comercio, 1517.
En 1967 Parra editó la colección diplomática, con transcripción, traducción y facsímil, Los Pergaminos de la Cancillería Real del Archivo Municipal de la ciudad de Alcira, fotograbados en su tamaño natural, con su transcripción y traducción y con anotaciones. En esta obra Parra traduce meticulosamente una selección de 55 pergaminos y los comenta ofreciendo una visión histórica de la Alcira medieval. El Ayuntamiento publicó una segunda edición en 1984, con prólogo de Aureliano Lairón.
En 1972 se publicó la última obra de Parra, Lo Compromís de Casp i la Vila d'Algezira. Los problemas debidos a su avanzada edad, cuando ya tenía casi noventa años, interrumpieron su trabajo cuando se dedicaba al estudio del Rey Jaime I el Conquistador, para homenajear su centenario.
Además de las obras específicas relacionadas con su trabajo en el archivo municipal, Parra también colaboró en revistas locales, publicando temas relacionados con la historia de Alcira.

## Reconocimiento
En 1963 el aauntamiento de Alcira pidió al Ministerio de Educación, a petición del entonces concejal y profesor en la Academia Júcar y, posteriormente, alcalde de la ciudad, José Pellicer Magraner, la construcción de un nuevo instituto donde se pudiera cursar el bachillerato.
El 8 de octubre de 1967 empezaron las clases en el instituto, todavía sin nombre, que tenía tres secciones más, en Carcagente, en Tabernes de Valldigna, y en Carlet, y dos centros asociados más, La Purísima, en Alcira, y otro centro en Alberique. El primer director del centro fue el entonces joven catedrático en Lengua y literatura españolas, Víctor García de la Concha, posteriormente director de la Real Academia Española y del Instituto Cervantes.
En 1967, el Ayuntamiento de Alcira le otorgó el nombre de Luis Suñer a una de las avenidas más importantes de la ciudad, y el año siguiente, el Ayuntamiento, en sesión extraordinaria del 18 de abril de 1968, decidió el nombre del nuevo centro educativo. A propuesta de la comisión de cultura, y a la vista sus méritos como historiador y archivero de la ciudad, el instituto adoptó el nombre de José María Parra, el nombre del hombre que sentía el instituto como parte de su parroquia, y con quien el primer director, Víctor García de la Concha, solía intercambiar conversaciones sobre fray Luis de León y san Juan de la Cruz. El 16 de diciembre del mismo año el Ministerio de Educación aprobó el nombre.
No obstante, el centro fue inaugurado el 10 de diciembre de 1968 como Instituto Nacional de Enseñanza Media (INEM) José María Parra. El instituto fue proyectado como instituto mixto para 1.200 alumnos. Al acto asistieron el director general de Enseñanza Media, Agustín de Asís y Díaz Garrote, el doctor Miguel Rodríguez de Arellano; las autoridades locales de la época Agustín Oliver, Manuel Oro, el padre Enrique Pelufo Esteve, Alberto Rubio, Francisco Montagud Copoví, propietario del Molino de Montagut, Germán Palop Gimeno, el alcalde José Pellicer, y el director del instituto, Pedro López Llorens. Además, el vicario episcopal Vicente Torregrossa, acompañado por el arcipreste de San Bernardo, Francisco Albiol Bañón, bendijeron las instalaciones. También asistió al acto el director del instituto Rei En Jaume de Alcira, José Luis Espinosa Iborra.
El salón de actos del centro ha estado siempre a disposición de todas las instituciones cuando el Gran Teatro de Alcira no estaba disponible. También han estado en el salón de actos personalidades del ámbito político, como el que fuera vicepresidente del Gobierno de España, Alfonso Guerra, quien realizó una conferencia sobre Antonio Machado, el científico Santiago Grisolía, o el último brigadista internacional, Josep Almudéver Mateu, entre otros.